# Igor Philtjens
Igor Philtjens (Genk, 12 maart 1975) is een Belgisch politicus voor Open Vld en gedeputeerde van de provincie Limburg.

## Levensloop
Igor Philtjens is de jongste zoon van Rinie Hornikx en gewezen parlementslid en oud-burgemeester van Kortessem Hugo Philtjens. Igor Philtjens woont samen met zijn partner Ann in Alken. Ze hebben één dochter.

## Opleiding
Zijn middelbaar onderwijs volgde Igor Philtjens aan de Provinciale Handelsschool van Hasselt. In 1997 behaalt hij zijn licentiaat in de Toegepaste Economische Wetenschappen aan de Vrije Universiteit Brussel. Na zijn studies gaat hij aan de slag als consultant en specialiseert hij zich in het bank- en verzekeringswezen.

## Politieke carrière
In 2000 kwam Philtjens voor het eerst op bij de provincieraadsverkiezingen in zijn woonplaats Kortessem. In 2006 zette hij zijn eerste stappen in de politiek en volgde hij Jeannine Feytons-Tournel, weduwe van voormalig Vlaams parlementslid Freddy Feytons, op als provincieraadslid voor Open Vld in Limburg. Philtjens, die intussen verhuisd was van Kortessem naar Alken, werd in 2007 ook schepen van Jeugd en Openbare Werken.
Bij de gemeente- en provincieraadsverkiezingen van 2012 trok Philtjens zowel de lijst van Alken als van de provincie. In 2012 werd hij door Open Vld verkozen tot gedeputeerde van de provincie Limburg. Hij was dan 37 jaar, de jongste gedeputeerde van Vlaanderen. Hij kreeg de volgende bevoegdheden: Toerisme en Recreatie, Cultuur, Erfgoed en Monumentenzorg, Kenniscentrum Steden & Gemeenten, Facilitair Beheer en Provinciaal Domein Bokrijk en Dommelhof. Vanuit zijn functie als gedeputeerde was hij onder andere voorzitter van vzw Het Domein Bokrijk en Toerisme Limburg vzw. In Alken werd hij datzelfde jaar ook titelvoerend eerste schepen en voorzitter van de gemeenteraad.
In het verkiezingsjaar 2018 trok Philtjens zowel de lijst van Alken als van de provincie. Na de verkiezingen maakte niet langer deel uit van de coalitie en voert sindsdien met zes raadsleden oppositie in de gemeenteraad. Philtjens werd in dat jaar herverkozen door het regiobestuur van Open Vld als Limburgs gedeputeerde.
Bij de provincieraadsverkiezingen van 2024 wordt hij opnieuw verkozen als gedeputeerde. In zijn derde termijn krijgt hij de bevoegdheden: Erfgoed (Fruitspoor, Kolenspoor, MINESET), Financiën & Begroting, Provinciale Domeinen Bokrijk, Nieuwenhoven en Dommelhof, Facilitaire diensten, Mondiale Samenwerking en Regiomarketing. 

## Projecten

### Fietsprojecten
Igor Philtjens ontwikkelde samen met de Provincie Limburg meerdere fietsprojecten zoals Fietsen door het Water, dat in april 2016 werd geopend: een 212 meter lang fietspad nabij Bokrijk door een vijver van het natuurgebied De Wijers. De provincie ontwikkelde verder onder het beleid van Philtjens nieuwe fietsbelevingen, zoals Fietsen door de Bomen in juni 2019, Fietsen door de Heide  in juli 2021 en Fietsen tussen de Mijnterrils in september 2024. Al deze projecten werden meermaals internationaal bekroond.

### Erfgoedprojecten
Tijdens zijn mandaat als gedeputeerde vielen verschillende Limburgse erfgoedprojecten in de prijzen. De erfgoeddatabank Erfgoedplus van de Provincie Limburg won in 2017 de Europa Nostra Award. Het audiovisuele luik van het herdenkingsproject Limburg 1914-1918: Kleine verhalen in een Groote Oorlog mocht in 2016 de 'Best Achievement Award' van Heritage in Motion in ontvangst nemen. Een jaar eerder sleepte het ook al een 'Special mention of the jury’ in de wacht tijdens de uitreiking van de Europa Nostra-awards. Ook het mijnbelevingscentrum Mineset op de mijnsite van Beringen Be-Mine is een initiatief van Philtjens. De opening is gepland in 2025. Bezoekers zullen er het mijnverleden aan den lijve kunnen ervaren via authentieke getuigenissen en interactieve installaties die alle zintuigen. 

### Participatieve projecten
Als gedeputeerde stimuleerde Igor Philtjens diverse participatieve projecten. Zo was er Jong Redt Oud, waarin jongeren lokaal erfgoed adopteren en bewaren voor de toekomst. Helmen, dat ook deel uitmaakt van Limburg 1914-1918, betrok de (toen nog) 44 Limburgse gemeenten in één groot kunstwerk. 44 reusachtige betonnen helmen – gemodelleerd naar de Duitse Stahlhelmen – werden uitgeleend aan de 44 Limburgse gemeenten, die er creatief mee aan de slag konden gaan. Sinds mei 2016 vormen ze één groot kunstwerk in een WOI-herinneringspark in de Limburgse gemeente Halen.
In 2020 werd het participatieproject Onder de Radar gelanceerd, in samenwerking met de Universiteit Gent. Het doel van dit project is om online, aan de hand van 810 luchtfoto's uit de tijd van de Tweede Wereldoorlog, verhalen rond loopgraven, bunkers, vliegvelden, schuiloorden, kampementen en dergelijke over heel Limburg te verzamelen en samen te brengen.

#### Economie van de vrije tijd
Philtjens initieerde een nieuw participatief samenwerkingsmodel tussen Toerisme Limburg vzw, alle Limburgse gemeenten en de Limburgse toeristische ondernemers, bedoeld om de vrijetijdseconomie in Limburg verder uit te bouwen. Het samenwerkingsmodel kreeg als eerste vorm via de Limburg Vakantiegids, een gratis toeristische catalogus dat van 2014 tot 2021 in binnen- en buitenland werd verdeeld. De Limburg Vakantiegids behaalde eind 2017 een bronzen en zilveren medaille op de Pearl Awards in New York. In 2022 lanceert Visit Limburg het seizoensmagazine Gast, verspreid op 400.000 exemplaren in Vlaanderen en Nederland. Philtjens is eveneens gekend voor de relancemaatregelen die hij onderneemt voor het Limburgse toerisme tijdens de corona pandemie. Naast directe financiële maatregelen lanceert hij bijkomende promotiecampagnes. Zo overtuigt hij in 2021 acteur Matteo Simoni om het ambassadeurschap voor Limburg op te nemen in de promotiespots van Visit Limburg. Door de combinatie van die inspanningen hoort Limburg met de Kust en de Kunststeden tot de populairste vakantiebestemmingen van Vlaanderen. 